# Porcellio pujetanus
Porcellio pujetanus är en kräftdjursart som beskrevs av Karl Wilhelm Verhoeff 1910. Porcellio pujetanus ingår i släktet Porcellio och familjen Porcellionidae. Inga underarter finns listade i Catalogue of Life.